# Canton de Bagnères-de-Bigorre
Le canton de Bagnères-de-Bigorre est un ancien canton français situé dans le département des Hautes-Pyrénées.

## Composition
Le canton regroupait les 19 communes suivantes :
- Antist
- Argelès-Bagnères
- Astugue
- Bagnères-de-Bigorre (chef-lieu)
- Banios
- Bettes
- Cieutat
- Hauban
- Labassère
- Lies
- Marsas
- Mérilheu
- Montgaillard
- Neuilh
- Ordizan
- Orignac
- Pouzac
- Trébons
- Uzer

## Administration

### Conseillers généraux de 1833 à 2015
| Période | Période             | Identité                           | Étiquette                | Qualité |
| ------- | ------------------- | ---------------------------------- | ------------------------ | --- |
| 1833    | 1844 (décès)        | Aristide Lasserre (1794-1844)      |                          | Avoué puis avocat, maire de Bagnères-de-Bigorre (1831-1835)                                                                                      |
| 1844    | 1848                | Jean-Baptiste Dauphole (1795-1862) |                          | Avocat, propriétaire à Gerde Maire de Bagnères-de-Bigorre (1835, 1842, 1843, 1846-1848)                                                          |
| 1848    | 1852                | Henry Dumoret (1809-1871)          |                          | Notaire, adjoint au maire de Bagnères-de-Bigorre                                                                                                 |
| 1852    | 1870                | Clément d'Uzer (1803-1877)         |                          | Militaire, puis Sous-Préfet Propriétaire, maire de Bagnères-de-Bigorre (1848-1852)                                                               |
| 1870    | 1871                | Jean-Jacques Dumoret               | Républicain              | Avocat, maire de Bagnères-de-Bigorre (1870-1871)                                                                                                 |
| 1871    | 1883                | Edmond Dauphole                    | Droite                   | Avocat, conseiller municipal de Bagnères-de-Bigorre                                                                                              |
| 1883    | 1889                | Emile Laffranque                   | Républicain              | Notaire, conseiller municipal de Bagnères-de-Bigorre                                                                                             |
| 1889    | 1891 (décès)        | Théodomir, dit Théo Gaye           | Droite                   | Avocat puis notaire, adjoint au Maire de Bagnères-de-Bigorre                                                                                     |
| 1891    | 1895                | Henry Cabardos                     | Rad.                     | Avocat, adjoint au Maire de Bagnères-de-Bigorre                                                                                                  |
| 1895    | 1901                | Edmond Blanc                       | Républicain Conservateur | Éleveur de chevaux Maire de La Celle-Saint-Cloud (Seine) (1890-1894 et 1904-1912) Député des Hautes-Pyrénées (1893-1894 et 1898-1902)            |
| 1901    | 1914 (invalidation) | Laurent Cazalas                    | Rad.                     | Médecin Conseiller municipal de Bagnères-de-Bigorre, conseiller d'arrondissement                                                                 |
| 1919    | 1925 (décès)        | Jules Sansot                       |                          | Chef d'entreprise Adjoint au Maire de Bagnères-de-Bigorre                                                                                        |
| 1926    | 1937                | Henri Suberbie                     | Rad.Ind.                 | Instituteur, puis professeur de collège Maire de Bagnères-de-Bigorre (1935-1941)                                                                 |
| 1937    | 1940                | Charles Lacoste                    | Rad.                     | Médecin à Bagnères-de-Bigorre |
|         |                     |                                    |                          | |
| 1943    | 1945                | René Sühner (1872-1956)            | ?                        | Ancien sous-directeur de l'administration centrale du Ministère des Colonies Maire de Bagnères-de-Bigorre Nommé conseiller départemental en 1943 |
|         |                     |                                    |                          | |
| 1945    | 1958                | Joseph Meynier                     | SFIO                     | Électricien Maire de Bagnères-de-Bigorre |
| 1958    | 1970                | Marcel Cazenave                    | Rad.                     | Médecin Adjoint au Maire de Bagnères-de-Bigorre                                                                                                  |
| 1970    | 1976                | André de Boysson                   | RI                       | Chef d'entreprise Maire de Bagnères-de-Bigorre (1965-1977)                                                                                       |
| 1976    | 1988                | Eugène Toujas                      | PCF                      | Employé des PTT Maire de Bagnères-de-Bigorre (1977-1989)                                                                                         |
| 1988    | 1994                | Rolland Castells                   | UDF                      | Expert-comptable Maire de Bagnères-de-Bigorre |
| 1994    | 2008                | Rolland Castells                   | UDF puis MoDem           | Conseiller régional Maire de Bagnères-de-Bigorre                                                                                                 |
| 2008    | 2013 (décès)        | Rolland Castells                   | AC                       | Maire de Bagnères-de-Bigorre (1989-2013) |
| 2013    | 2015                | Nicole Darrieutort                 | DVD puis PRG             | Médecin généraliste Conseillère municipale de Bagnères-de-Bigorre Elue en 2015 dans le Canton de la Haute-Bigorre                                |

sources : Les conseillers généraux des Hautes-Pyrénées 1800-2007, dictionnaire biographique, Archives départementales de Tarbes

### Conseillers d'arrondissement (de 1833 à 1940)
| Période                                  | Période      | Identité                                | Étiquette                | Qualité |
| ---------------------------------------- | ------------ | --------------------------------------- | ------------------------ | --- |
| 1833                                     | 1836         | Arnaud Graciette ainé                   |                          | Négociant à Bagnères-de-Bigorre                                                                             |
| 1836                                     | 1839 (décès) | Jean Bernard Costallat père (1764-1839) |                          | Négociant à Bagnères-de-Bigorre, propriétaire des scieries de marbre                                        |
| 1839                                     | 1845         | Pierre François Soubies (1803-1869)     |                          | Avocat à Bagnères-de-Bigorre                                                                                |
| 1845                                     | 1848         | Gabriel Claverie                        |                          | Notaire, propriétaire à Pouzac                                                                              |
|                                          |              |                                         |                          | |
| 1874                                     | 1886         | M. Laffranque                           | Républicain              | |
| 1886                                     | 1901         | Laurent Cazalas                         | Républicain puis Radical | Conseiller municipal de Bagnères-de-Bigorre                                                                 |
|                                          |              |                                         |                          | |
| 1910                                     | 1928         | M. Mora                                 | Radical                  | |
| 1928                                     | 1934         | H.P. Viorrain                           | Radical                  | Vétérinaire à Bagnères-de-Bigorre                                                                           |
| 1934                                     | 1940         | Laurent Moulès                          |                          | Conseiller municipal de Bagnères-de-Bigorre, Président du Tribunal de commerce                              |
| 1940                                     |              |                                         |                          | Les conseils d'arrondissement ont été suspendus par la loi du 12 octobre 1940 et n'ont jamais été réactivés |
| Les données manquantes sont à compléter. |              |                                         |                          | |

sources : Journal La Dépêche sur Gallica.